# Сибирь-Арена
«Сибирь-Арена» — ледовая арена в Новосибирске. Расположена в левобережной пойме Оби близ Коммунального моста и строящейся станции «Спортивная».

## История

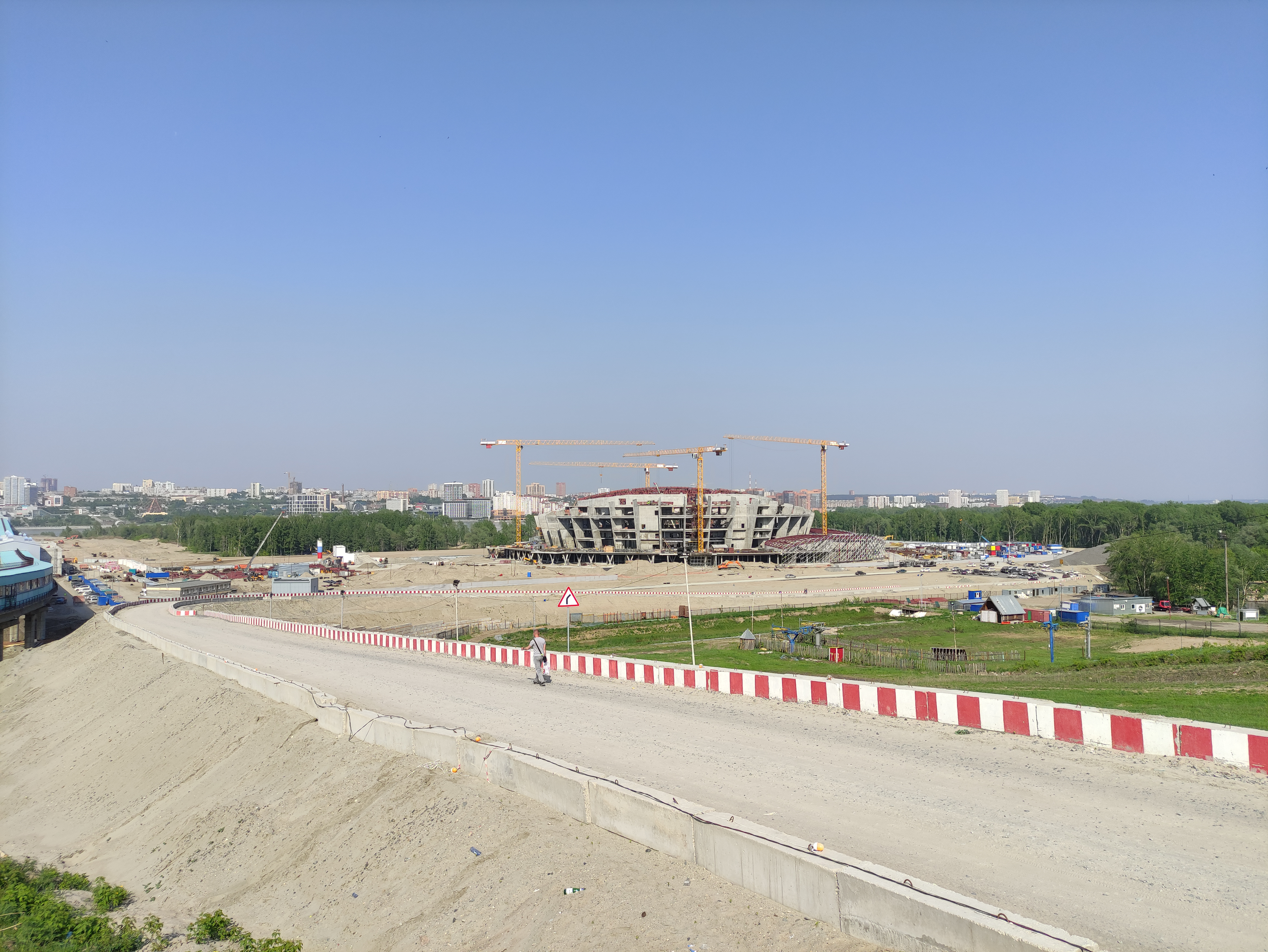
Строящаяся Сибирь-Арена, май 2021

Строительство началось 22 августа 2019 года. По планам на арене совместно с омской G-Drive Ареной должен был пройти молодёжный чемпионат мира по хоккею 2023, однако по политическим причинам он был перенесён в Канаду. Планировалось достроить к сентябрю 2022 года, но сроки были сдвинуты на декабрь. Введена в эксплуатацию 30 декабря 2022 года.
Первые матчи должны были пройти 21 февраля в рамках традиционного турнира, приуроченного ко Дню защитника Отечества между командами силовых структур, но этого не случилось и вместо этого 21 февраля на арене было протестировано оборудование.
Официальное открытие «Сибирь-арены» состоялось 13 августа 2023 года. На открытии выступали белорусская певица Жанет, DJ Smash, а также состоялся выставочный матч между молодёжными сборными России и Беларуси.
Первый матч регулярного чемпионата КХЛ на новой арене состоялся 7 сентября 2023 года, «Сибирь» одержала победу над «Барысом» по буллитам со счётом 1:0.
6 августа 2024 года было объявлено, что «Сибирь-Арена» примет Неделю звёзд хоккея. 1 февраля 2025 года пройдёт Кубок Вызова МХЛ, а 8-9 февраля — Матч звёзд КХЛ. Новосибирск станет самой восточной точкой, где проводились Кубок Вызова МХЛ и Матч Звёзд КХЛ. Также, к этому событию, вместимость арены была увеличена до 12 000 мест.